# クリスティアン・アスラニ
クリスティアン・アスラニ（Kristjan Asllani, 2002年3月9日 - ）は、アルバニア・エルバサン出身のサッカー選手。セリエA・インテルナツィオナーレ・ミラノ所属。アルバニア代表。ポジションはミッドフィールダー。

## クラブ経歴

### エンポリFC
アルバニアのエルバサンに生まれ、2歳の時に家族と共にイタリアのブーティに移り住んだ。エンポリの下部組織で育ち、2020-21シーズンはユース1部リーグであるカンピオナート・プリマヴェーラ1で優勝。同シーズン中の2021年1月13日にアウェイで行われたコッパ・イタリアベスト16のナポリ戦で85分からアレクサ・テルジッチに代わって出場し、トップチームにもデビューした。エンポリがセリエAに昇格した翌2021-22シーズンはトップチームの一員となり、9月22日にアウェイで行われたセリエA第5節のカリアリ戦で83分からニコラス・ハースに代わって出場し、セリエAに初出場。以降も途中交代による出場が続いたが、冬に主力のサムエレ・リッチがトリノに移籍したことによりシーズン後半戦は先発に定着。5月6日にアウェイで行われた第36節インテル戦で、28分に自陣からのリッカルド・フィアモッツィのロングボールに走り込みセリエA初得点を決めた。

### インテル・ミラノ
2022年7月1日、同じセリエAのインテル・ミラノに買取義務付きのレンタルで移籍した。
2023-24シーズンでは、リーグ戦第22節フィオレンティーナ戦にフル出場し、コーナーキックをそのままラウタロ・マルティネスが頭で合わせ、移籍後初アシストを記録した。第27節ジェノア戦では、アレクシス・サンチェスからパスを受け、キーパーの頭上を撃ち抜くシュートで移籍後初得点を決めた。

## 代表経歴
2022年3月19日、アルバニア代表に初招集された。26日にアウェイのRCDEスタジアムで行われたスペイン代表との親善試合で、78分からカジム・ラチに代わってピッチに入り初出場を果たした。
2024年6月7日、UEFA EURO 2024の代表メンバーに選出された。グループステージ全3試合にフル出場したが、チームは敗退した。